# Archaeogomphus globulus
Archaeogomphus globulus là loài chuồn chuồn trong họ Gomphidae. Loài này được Belle miêu tả khoa học đầu tiên năm 1994.